# Dialeto gaúcho
Dialeto gaúcho, também referido como dialeto guasca ou, mais raramente, sul-riograndense, designa a variedade regional do português brasileiro falada predominantemente no estado do Rio Grande do Sul, estendendo-se ainda a áreas limítrofes de Santa Catarina. Esta variante linguística distingue-se por um repertório léxico e semântico significativamente diverso do português padrão, o que, em contextos informais, pode dificultar a plena compreensão por falantes de outras regiões do Brasil, ainda que, em situações comunicativas com interlocutores externos, os falantes gaúchos tendam a modular seu registro e tornem-se perfeitamente compreensíveis.
A constituição histórico-cultural da região conferiu ao dialeto uma complexa tessitura de influências linguísticas. A presença castelhana é notável, sobretudo nas regiões fronteiriças com o Uruguai e a Argentina, reflexo de antigos fluxos migratórios e contatos transfronteiriços com comunidades hispanófonas. Soma-se a essa influência a presença residual de elementos léxicos e fonéticos oriundos do guarani e de outras línguas indígenas. Em localidades colonizadas por imigrantes europeus, especialmente alemães e italianos, identificam-se ainda traços linguísticos provenientes do hunsrückisch (dialeto germânico) e do vêneto, que deixaram marcas pontuais na fala regional.

## Fonologia
A fonologia do dialeto é amplamente similar ao espanhol rioplatense, compartilhando várias características fonéticas e gramaticais. No aspecto fonético, é notável o ritmo silábico da fala, a vocalização do /l/ para /w/ no final das sílabas e a relativa ausência de importância das vogais nasais, que são praticamente restritas ao som /ɐ̃/ e aos ditongos /ɐ̃w̃/ e /õj̃/. No aspecto gramatical, uma das características marcantes é o uso do pronome tu em vez de você (diferente do usado em São Paulo), porém com o verbo conjugado na terceira pessoa, como em tu ama, tu vende, tu parte. No entanto, também é comum ouvir a conjugação do pronome tu de acordo com a norma culta. No interior do Rio Grande do Sul, outra característica distintiva é a ausência de redução da última vogal nas palavras terminadas em ⟨e⟩ e ⟨o⟩, como em leite, pronunciado /ˈlej.te/ em vez de /ˈlej.t(ʃ)i/, e tudo, /ˈtu.do/ em vez de /ˈtu.du/. Em algumas outras cidades da região, o som nasal /ɐ̃/ é elevado para [ə̃].

## Outras variações
No Rio Grande do Sul, além deste dialeto, fala-se também o hunsriqueano rio-grandense, uma língua falada entre os colonos alemães e também o talian, dialeto falado pelos colonos vênetos. São considerados línguas/dialetos nativos, uma vez que, embora provenientes de idiomas exóctones (frâncico moselano, muito confundido com o alemão, e o vêneto, também confundido com o italiano), se desenvolveram no Rio Grande do Sul e região.